# صفيحة ماسية

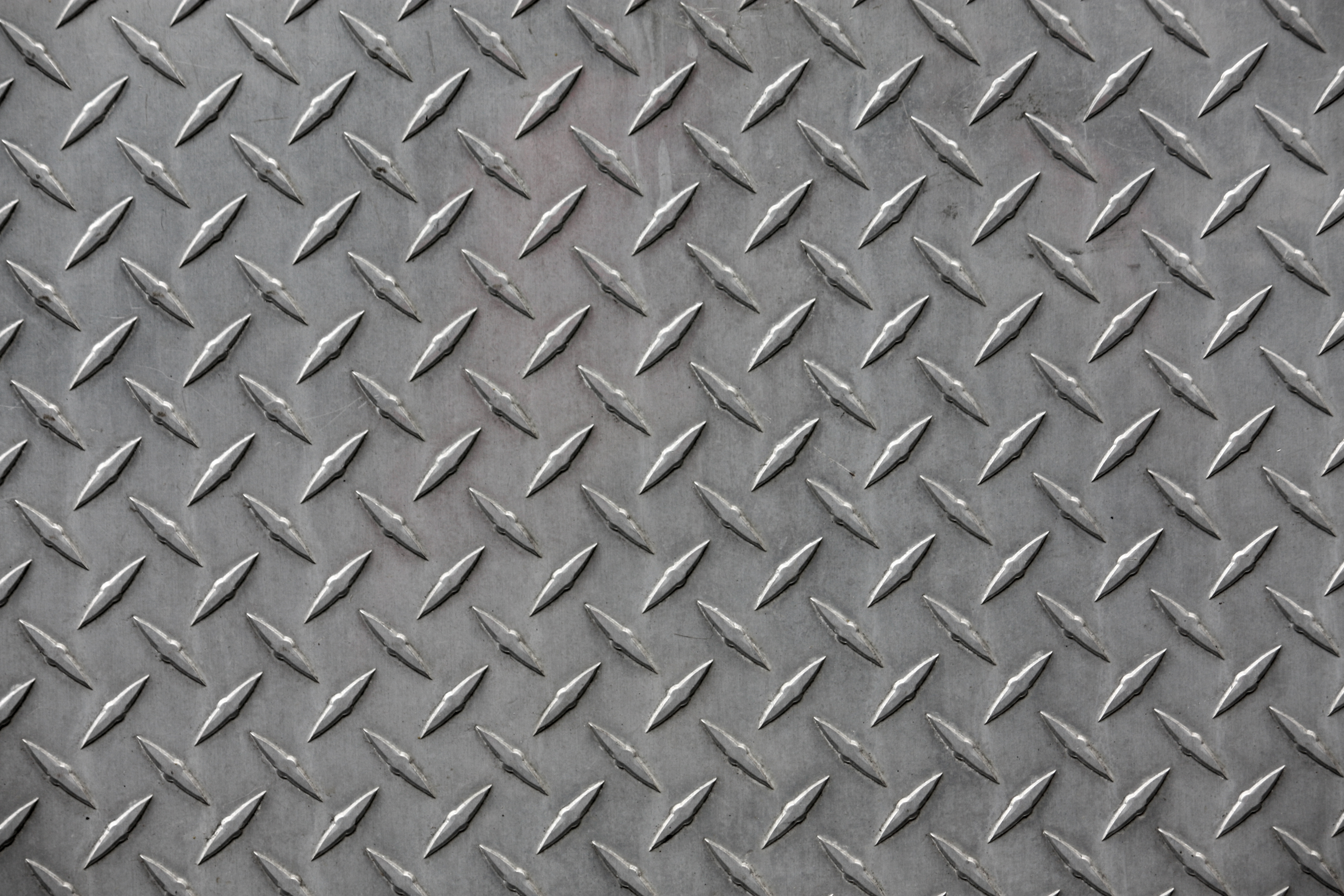
جزء من صفيحة ماسية.

الصفيحة الماسية، نوع من الصفائح المعدنية تتكون من ماسات منتظمة الشكل مرتفعة من علي السطح أو خطوط كما بالشكل. يكون مصنوع من فولاذ، صلب، أو ألومنيوم.
هذة الماسات أو الخطوط وظيفتها تمنع التزحلق، لهذا فهي تُستخدم في السلالم، جسر مشاة، ومنحدرات داخلية.